# Olympische Jugend-Winterspiele 2016/Teilnehmer (Kirgisistan)
| Gelbes Symbol für Goldmedaillen mit stilisierten Olympischen Ringen | Graues Symbol für Silbermedaillen mit stilisierten Olympischen Ringen | Braundes Symbol für Bronzemedaillen mit stilisierten Olympischen Ringen |
| ------------------------------------------------------------------- | --------------------------------------------------------------------- | ----------------------------------------------------------------------- |
| —                                                                   | —                                                                     | —                                                                       |

Kirgisistan nahm an den Olympischen Jugend-Winterspielen 2016 in Lillehammer mit einer Athletin in einer Sportart teil.

## Sportarten

### Biathlon
| Athleten            | Wettbewerb        | Zeit (Schießfehler) | Rang |
| ------------------- | ----------------- | ------------------- | ---- |
| Mädchen             |                   |                     |      |
| Kunduz Abdykadyrova | 6 km Sprint       | 26:21,2 min (4)     | 49   |
| Kunduz Abdykadyrova | 7,5 km Verfolgung | 47:34,1 min (17)    | 49   |